# Гласна річка
Гла́сна ріка (словац. Hlásna rieka) — річка в Словаччині, ліва притока Полгоранки, протікає в окрузі Наместово.
Довжина приблизно 5.5-6.2 км. Витік знаходиться в масиві Оравські Бескиди (геоморфологічна підодиниця Баб'я Гора; схил гори Мала Баб'я Гора) неподалік від словацько-польського кордону — на висоті близько 1300 метрів. Протікає територією села Оравська Полгора.
Впадає в Полгоранку на висоті приблизно 785-790 метрів.